# Annie January
Rebecca Anne "Annie" Campbell (nacida como January) es una superheroína ficticia en la serie de cómics The Boys, creada por Garth Ennis y Darick Robertson. Como Starlight, (Luz Estelar en España), era (anteriormente) miembro de Los Siete, un grupo de superhéroes financiado por Vought-American (Vought International en la franquicia de televisión The Boys), y la novia de Hughie Campbell. Annie es un exmiembro del grupo Jóvenes americanos con la capacidad de volar y manipular la luz. A lo largo de la serie, se la retrata como uno de los únicos miembros de los Siete con motivaciones desinteresadas y benévolas, pero se desilusiona cuando ve los oscuros secretos de Vought y los otros miembros de Los Siete. 
En la adaptación de Amazon Prime Video de streaming The Boys y Seven on 7, Annie es interpretada por Erin Moriarty, con Maya Misaljevic interpretando a una joven Annie en la tercera temporada.

## Desarrollo
La apariencia de Starlight de Annie, especialmente su disfraz original, se basa en las heroínas de DC Mary Marvel, mientras que sus poderes se basan en Dazzler de Marvel, quien también puede generar luz y usarla como ambos, calor y fuerza de conmoción.
Garth Ennis ha declarado que la relación de Annie con Hughie Campbell y su posterior caracterización en la serie de cómics no fueron planeadas originalmente, diciendo que:

"Annie empezó como una broma, y en realidad iba a degenerar aún más en términos de la mierda que había soportado, las degradaciones que sufriría sólo por estar en el súper equipo más importante del mundo. Pero me encontré escribiendo a Hughie deprimido en Central Park, y luego, para mi gran sorpresa, vi a Annie caminando por el sendero. Fue entonces cuando me di cuenta de que quería llevarla en una dirección diferente, hacerla más fuerte y más completa... Probablemente me sentí un poco culpable por Annie y como resultado terminé tratándola un poco más responsable".

## Poderes y habilidades
Como Starlight, Annie January posee la capacidad de manipular y extraer energía de fuentes de electricidad cercanas para generar, proyectar y emanar ráfagas de energía y una luz cegadora de sus manos. Se ha demostrado que también posee un grado de súper fuerza, la capacidad de resistir impactos, incluso de armas balísticas, y podría poseer un grado de súper audición.
En la serie de cómics, ella también tiene la capacidad de volar y, en general, es atlética, además de ser una gimnasta entrenada. Sus estallidos de energía luminosa son capaces de cegar incluso a seres con superpoderes.

## Recepción
Por su interpretación de Annie January / Starlight en la adaptación televisiva de The Boys, Erin Moriarty fue nominada para un Premio Saturno a la mejor interpretación de un actor más joven en una serie de televisión.